# Croton vaccinioides
Espèce
Croton vaccinioides est une espèce de plantes à fleurs du genre Croton et de la famille des Euphorbiaceae, présente dans le centre et l'est de Cuba.
Elle a pour synonyme :
- Oxydectes vaccinioides (A.Rich.) Kuntze